# Corybantia flaviaristata
Corybantia flaviaristata là một loài ruồi trong họ Tachinidae.